# Rosa Elena Bonilla
Rosa Elena Bonilla Ávila, também conhecida como Rosa Elena de Lobo (Tegucigalpa, Departamento de Francisco Morazán, Honduras; 2 de fevereiro de 1967), é uma secretária, designer de interiores e política hondurenha, esposa do ex-presidente constitucional da República da Honduras, Porfirio Lobo e, portanto, ex-primeira-dama de Honduras (2010-2014).
Em fevereiro de 2018, foi presa por corrupção e, em setembro de 2019, condenada a 58 anos de prisão por acusações de fraude e apropriação ilícita, uma condenação histórica no país.